# Eau de rose
L'eau de rose ou hydrolat de rose est un sous-produit (phase aqueuse) de la distillation de pétales de roses pour la fabrication d'huile essentielle de rose (ou essence de rose), possédant une saveur très parfumée et un parfum de rose concentré. L'eau de rose est aussi utilisée dans l'industrie cosmétique comme fragrance.

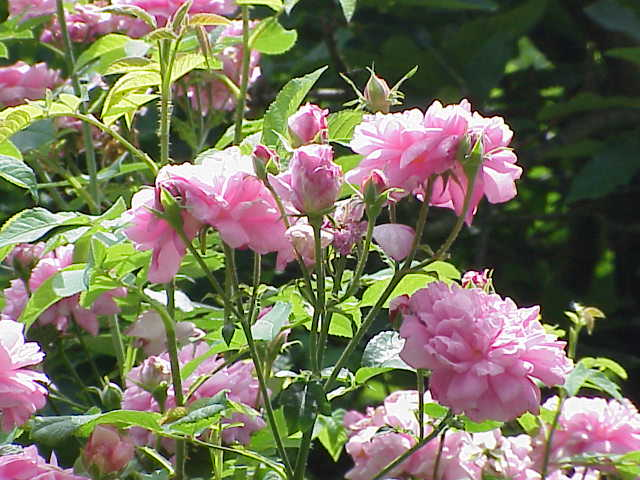
Rose de Damas utilisée pour fabriquer l'essence de rose
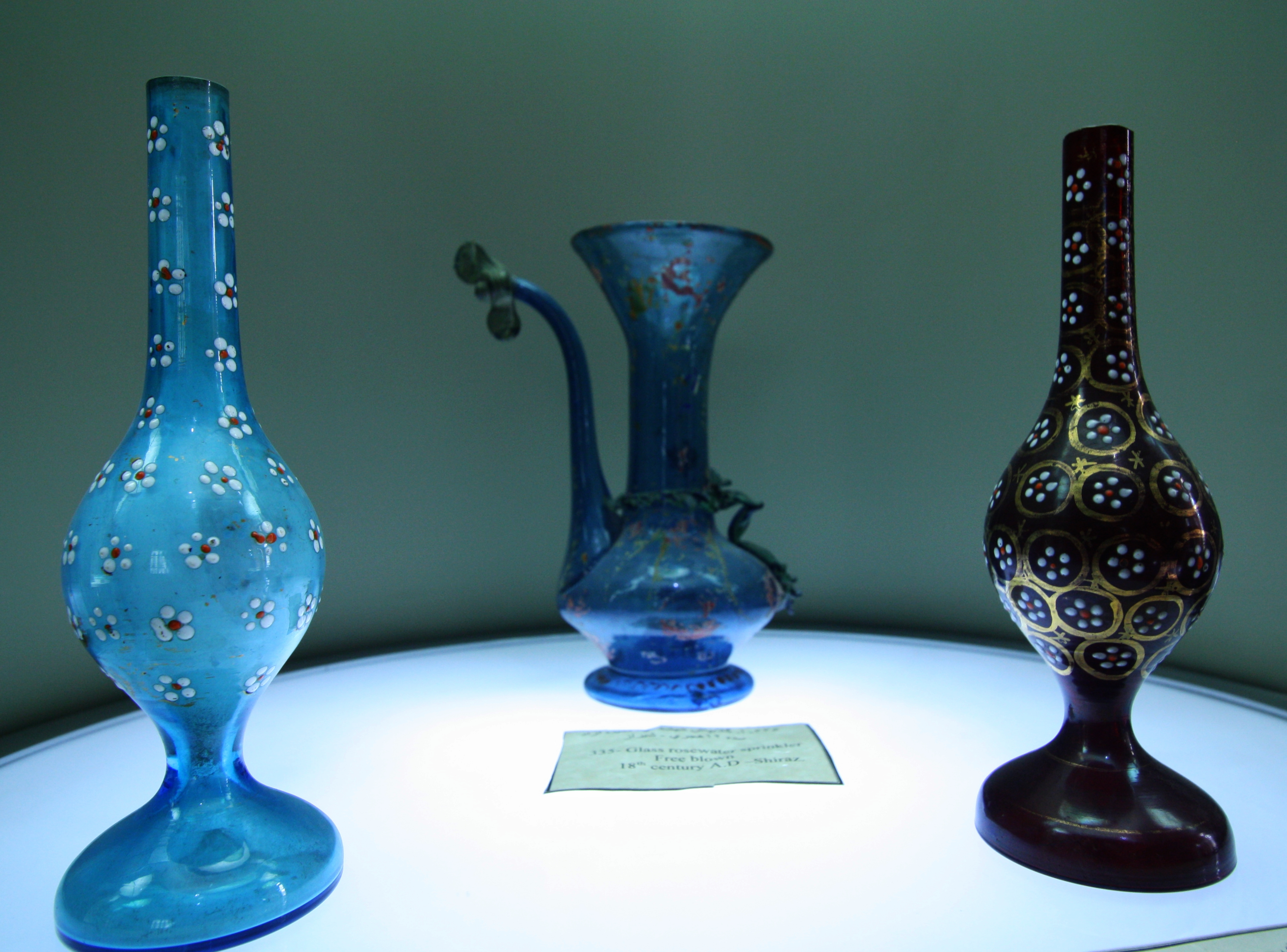
Vases et arrosoir d'eau de rose de Chiraz (XVIIIe siècle).
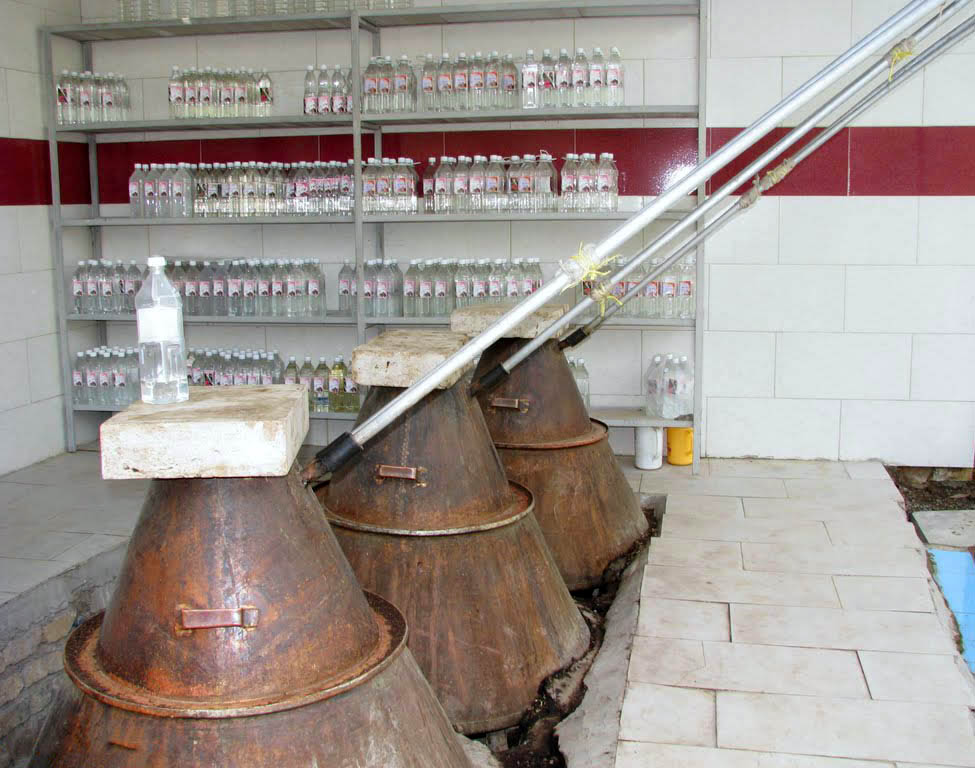
Manufacture d'eau de rose à Kachan en Iran.

Assaisonnement très populaire au Moyen-Orient ou au Maghreb, elle aromatise entre autres crèmes, pâtes et crèmes glacées et certains plats de volaille.
L'expression « à l'eau de rose » désigne de façon péjorative un roman, une histoire un peu mièvre, sentimentale, c'est-à-dire gentillette, insipide, qui manque d'action.